# Monardella stoneana
Monardella stoneana là một loài thực vật có hoa trong họ Hoa môi. Loài này được Elvin & A.C.Sanders mô tả khoa học đầu tiên năm 2003.